# Brachycerasphora connectens
Brachycerasphora connectens là một loài nhện trong họ Linyphiidae.
Loài này thuộc chi Brachycerasphora. Brachycerasphora connectens được J. Denis miêu tả năm 1964.